# Maria vom Siege (Oberwittelsbach)

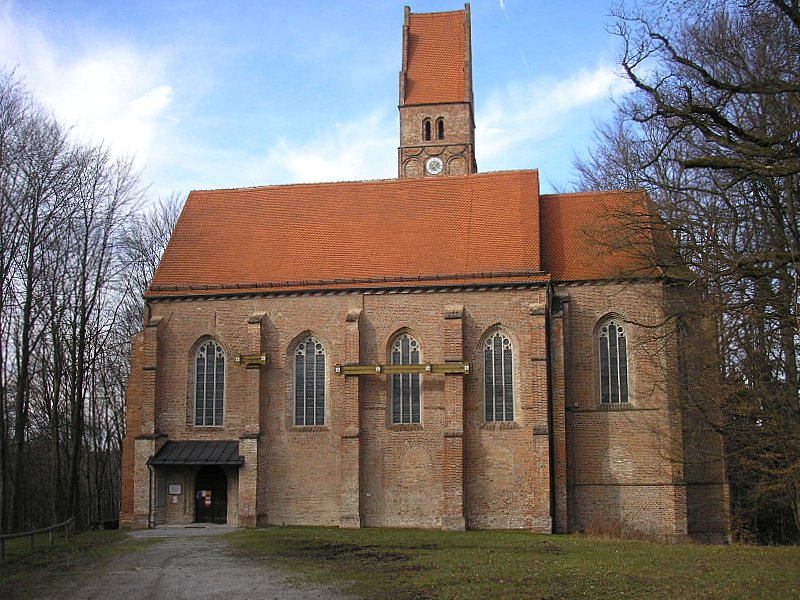
Gesamtansicht von Süden

Die römisch-katholische Kuratiekirche Maria vom Siege (ehemals Burgkirche Beatae Mariae Virginis) steht auf dem Gelände der Stammburg der bayerischen Wittelsbacher, Burg Wittelsbach, im Aichacher Stadtteil Oberwittelsbach, Landkreis Aichach-Friedberg in Bayerisch-Schwaben. Der gotische Backsteinbau wurde im 17. und 19. Jahrhundert verändert und neu ausgestattet. Es handelt sich bei dem Gebäude um ein Baudenkmal, das in der Bayerischen Denkmalliste eingetragen ist.
Der öffentliche Zutritt ist aus Sicherheitsgründen nur zu besonderen Gelegenheiten und nach Gottesdiensten und Trauungen möglich. Das umliegende Burggelände dagegen ist jederzeit frei zugänglich.

## Geschichte

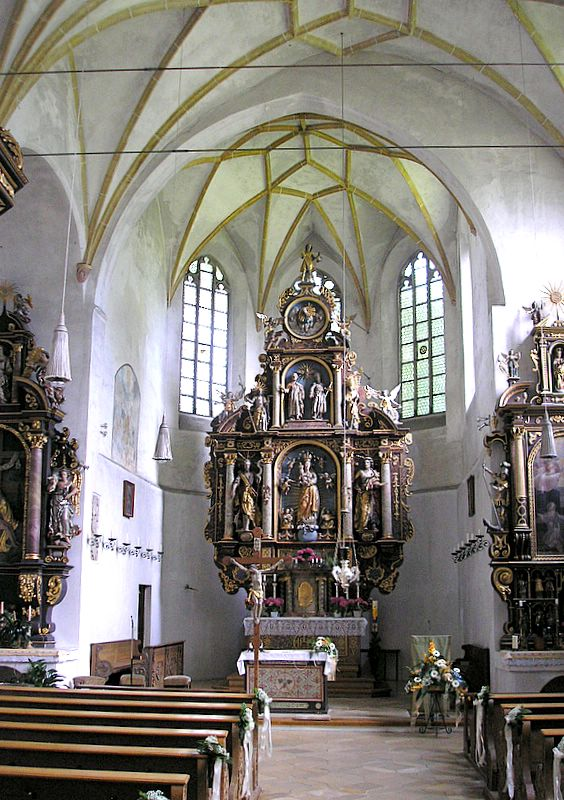
Blick in den Chor

Ein Zusammenhang der Kirche mit der Kapelle der hochmittelalterlichen Burganlage ist nicht gesichert. Einige Quader im Sockel des Turms dürften aber noch auf den Stammsitz der Wittelsbacher zurückgehen. Der Überlieferung nach soll das Gotteshaus als „Sühnekirche“ des Herzogshauses zur Wiedergutmachung des Bamberger Königsmordes von 1208 (Otto VIII. von Wittelsbach) entstanden sein. Auch hierzu finden sich jedoch keine Belege in den zeitgenössischen Quellen.
Die Marienwallfahrt lässt sich seit 1418 nachweisen. Die Kirche gehörte zur Kommende Blumenthal des Deutschen Ordens. Die Wallfahrt entstand in Zusammenhang mit dem dortigen Marienkult. Anfang des 16. Jahrhunderts wurde das Langhaus um zwei Joche nach Westen verlängert. Damals erhöhte man auch das Mauerwerk und zog die spätgotischen Netzgewölbe ein.
In der zweiten Hälfte des 17. Jahrhunderts wurden die gotischen Altäre durch zeitgemäße Aufbauten in Barockformen ersetzt. Hierbei wurden die beiden gotischen Mariendarstellungen in die neuen Altäre übernommen. Reste des gotischen Hochaltares haben sich an den Seiten des Altartisches des Hauptaltares erhalten. Die beiden Holztafeln zeigen Darstellungen des Lebensbaumes.
Im frühen 19. Jahrhundert baute man die Westempore und das Treppentürmchen ein. Die wuchtige Westfassade wurde 1844 erneuert.

## Beschreibung

### Außenbau
Der unverputzte spätgotische Backsteinbau steht auf dem Plateau der Hauptburg dicht hinter dem verfüllten Halsgraben der ursprünglichen Befestigungsanlage.
Gestützt wird der Baukörper von schlichten Strebepfeilern. Im Norden des Langhauses steigt der Satteldachturm mit Treppengiebel empor. Die Maßwerke in den Spitzbogenfenstern der Südseite stammen aus dem 19. Jahrhundert.

### Innenraum

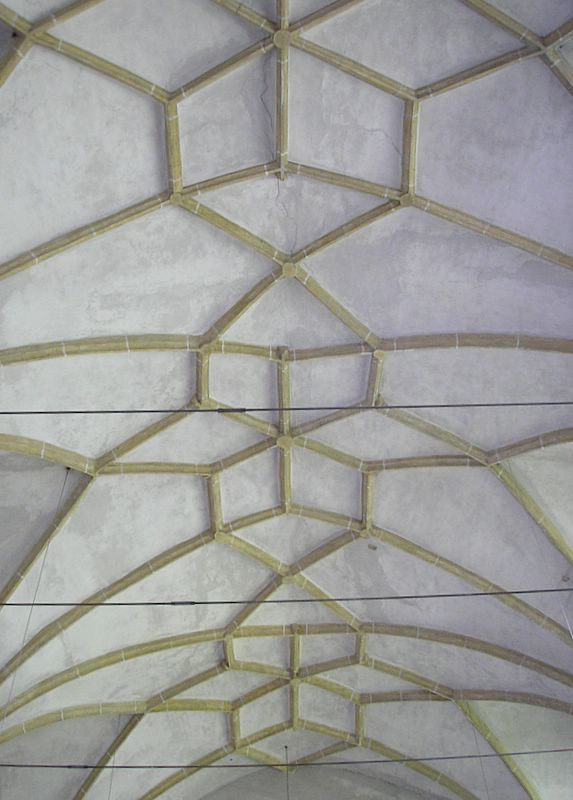
Das Netzgewölbe im Langhaus

Das einschiffige Langhaus wird von einem Netzrippengewölbe auf Kopfkonsolen überspannt. Der eingezogene Chor ist leicht aus der Achse nach Norden verschoben und schließt dreiseitig. Das Rippengewölbe zeigt wieder eine einfache Netzfiguration.
Im Nordosten öffnet sich das Langhaus zu einem kleinen Kapellenanbau mit Tonnengewölbe. Die Nordseite des Laienraumes ist nicht durchfenstert. Die Orgelempore ruht auf einem schlanken Treppentürmchen aus dem 19. Jahrhundert, an dem eine kleine Phantasieansicht der Burg angebracht ist.

### Ausstattung

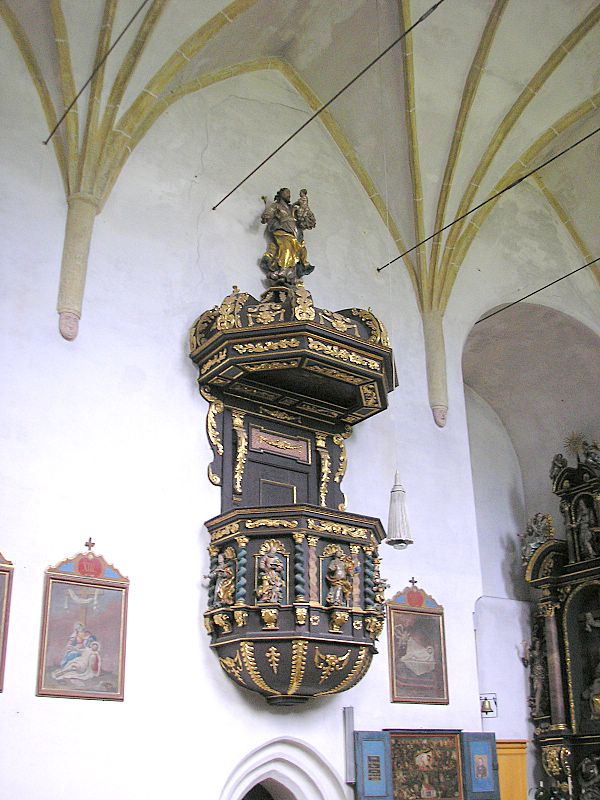
Die barocke Kanzel

Die drei Barockaltäre und die Kanzel stammen aus dem 17. Jahrhundert. 
Die hölzerne Kanzel im Stil der Barocks besitzt einen sechseckigen Kanzelkorb, der mit den Statuetten der Evangelisten und des Salvator mundi geschmückt ist. Zwischen den Figuren stehen gedrehte Säulen mit korinthischen Kapitellen. Auf dem sechseckigen Schalldeckel mit Gesims thront die Figur des heiligen Joseph mit Kind.
Der Hochaltar von 1687 birgt eine bemerkenswerte Muttergottesfigur der Zeit um 1530. Das ehemalige Gnadenbild der Marienwallfahrt zu Oberwittelsbach wird Gregor Erhart oder seinem Umkreis zugeschrieben. Die übrigen Skulpturen entstanden um 1687. Seitlich der Madonna erkennt man die beiden Johannes. Im Auszug sind die Apostelfürsten zwischen den hll. Joseph und Silvester aufgestellt. Oben steht David mit dem Haupt Goliaths auf einem runden Medaillon mit der Darstellung Gottvaters. Der Altaraufbau wird von runden Säulen gestützt. Seitlich sitzen Engel auf den Segmentgiebeln.
Die beiden Seitenaltäre entsprechen in vereinfachter Form dem Aufbau des Hochaltares. Der nördliche Altar ist der Marienklage gewidmet und birgt in der Predella eine Grablegung Christi. Darüber ist in der Mittelnische eine große Pietà aufgestellt. Seitlich trauern Engel mit Tränentüchern und den Leidenswerkzeugen.
Im Zentrum des älteren Südaltares steht eine gotische Madonna aus der Spätphase des „Weichen Stils“ (um 1420). Wahrscheinlich handelt es sich hier um das ursprüngliche Gnadenbild der Marienwallfahrt, das später durch die Muttergottes im Hochaltar ersetzt wurde. Die Statue wird von Darstellungen der 14 Nothelfer aus dem 17. Jahrhundert umgeben. Das Altarblatt zeigt die Verkündigung Mariae (um 1650). Gegen 1652 entstanden die seitlichen Holzfiguren der Heiligen Georg und Elisabet. Der heilige Georg trägt das Kreuz des Deutschen Ordens auf dem Brustpanzer. Die heilige Elisabeth war zusammen mit dem Ritterheiligen die Patronin des Ordens im nahen Blumenthal. Der Altar wurde 1652 nach dem Ende des Dreißigjährigen Krieges von einem Komtur des Ordens gestiftet. Zwei Engel auf den Segmentgiebeln halten die zugehörigen Wappen.

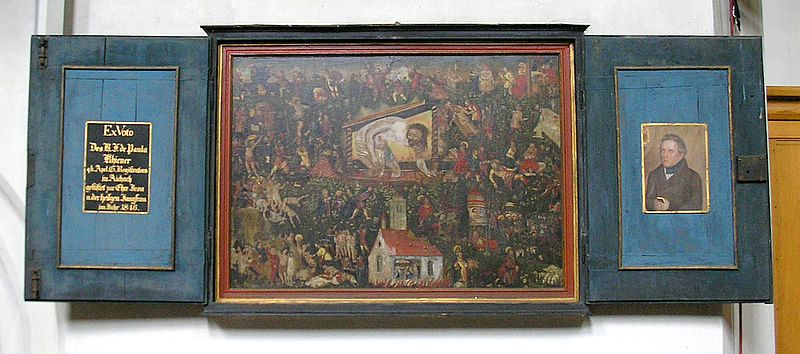
Tafelbild Christus in der Kelter (um 1566)

Im Kirchenraum befinden sich drei bemerkenswerte Ölbilder, die der Neuburg-Aichacher Amtsschreiber Franz Khiener 1846 der Kirche stiftete. Rechts neben der Kanzel hängt in einem Kastenrahmen eine Darstellung des Christus in der Kelter. Das vielfigurige Gemälde der Zeit um 1566 zeigt den leidenden Erlöser umgeben von zahlreichen Märtyrern und Gläubigen. Das Werk soll aus dem Umkreis des Nördlinger Meisters Jesse Herlin stammen.
Der Werkstatt Jan Polacks (um 1503) wird der noch in spätgotischer Tradition stehende Ölberg an der Südwand zugeschrieben. Im Hintergrund betritt gerade Judas in Begleitung der Häscher den Garten Getsemani und weist auf den betenden Jesus. Während die übrigen Jünger schlafen, zückt der aufmerksame Petrus bereits sein Schwert.
An der Nordwand befindet sich ein Porträt des schwäbischen Mystikers Bartholomäus Holzhauser (1613–1658), dessen Reformideen weit über Bayern hinaus Beachtung fanden.
Khiener stiftete 1846 auch das Altarblatt des Südaltares. Ein Porträt des Stifters hat sich noch auf dem rechten Flügel des Kastenrahmens um das Kelterbild erhalten.
In die nördliche Chorwand ist der Wappenstein des Abtes Simon Goll aus dem Kloster St. Ulrich und Afra zu Augsburg eingelassen. Das zugehörige Grab befindet sich im Boden vor dem Südaltar. Darüber zeigt ein verblasstes Fresko das Manna-Wunder (Anfang 16. Jahrhundert).
Unter der Empore hängt ein spätgotisches Kruzifix (um 1520/30). Den Kreuzweg mit seinen 15 Stationen schuf Quirin Cornet im Jahr 1766. Zwei Ölbilder Franz Joseph Spieglers (um 1730) kamen aus Ottobeuren in die Kirche. Geschildert werden die Geburt und die Namensgebung Johannes des Täufers. 
Die Orgel auf der Empore stammt aus der Zeit um 1900 und wurde um die Jahrtausendwende überholt.